# 安帕羅 (聖保羅州)
22°42′11″S 46°45′54″W / 22.70306°S 46.76500°W

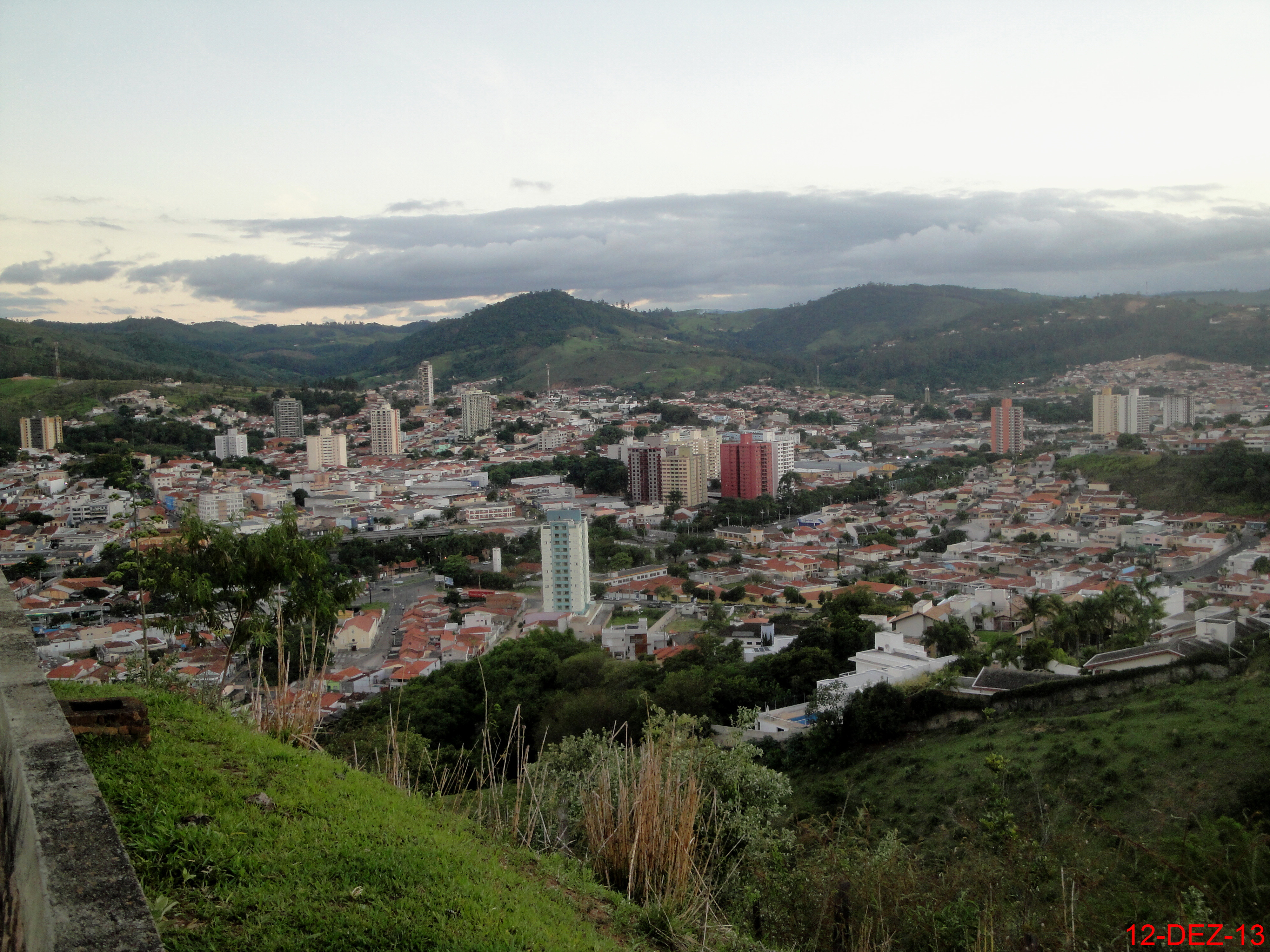
安帕羅

安帕羅（葡萄牙語：Amparo），是巴西的城鎮，位於該國南部，由聖保羅州負責管轄，始建於1829年4月8日，面積446平方公里，海拔高度674米，2013年人口69,322，人口密度每平方公里155.43人。